# Rotherham United F.C.
Rotherham United Football Club er en engelsk fodboldklub fra byen Rotherham i regionen Yorkshire and the Humber. Klubben spiller i landets tredje bedste række, League One, og har hjemmebane på stadionet New York Stadium. Klubben blev grundlagt i 1925.

## Kendte spillere
- Darren Byfield
- Neil Warnock
- Shaun Goater

## Danske spillere
- Daniel Iversen